# Tranh chấp lao động

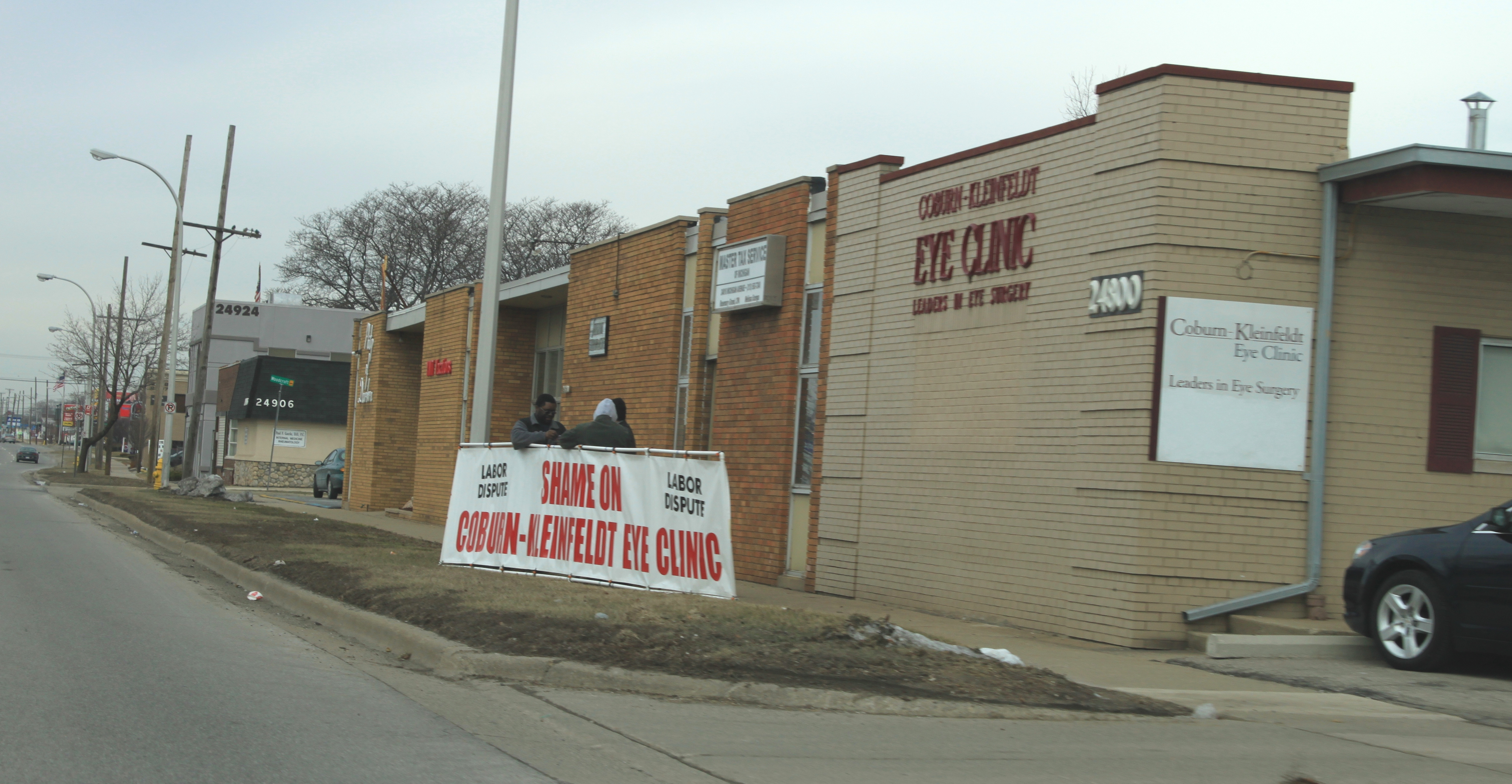
Một nhà máy đang có tranh chấp lao động ở Michigan, Hoa Kỳ

Tranh chấp lao động là những tranh chấp về quyền và lợi ích phát sinh trong quan hệ lao động giữa người lao động, tập thể lao động với người sử dụng lao động. Nói cách khác, tranh chấp lao động là những mâu thuẫn bất đồng không thể tự dàn xếp được giữa cá nhân hoặc tập thể người lao động và người sử dụng lao động liên quan đến quyền và lợi ích của các bên trong quan hệ lao động.

## Nguyên nhân
Quan hệ lao động là quan hệ mang bản chất dân sự. Bản chất dân sự thể hiện ở chỗ quan hệ lao động phát sinh, thay đổi, chấm dứt trên cơ sở tự nguyện, thỏa thuận giữa các chủ thể. Đây là quan hệ mua bán "hàng hóa" sức lao động nên người lao động khi giao kết hợp đồng lao động với người sử dụng lao động có quyền thỏa thuận các điều khoản cụ thể về quyền, nghĩa vụ như công việc, mức lương, địa điểm làm việc… và về phía người sử dụng lao động cũng có quyền thỏa thuận các quyền, nghĩa vụ như quyền điều hành,luân chuyển người lao động, ban hành nội quy lao động, xử lý kỉ luật người lao động…
Trong quá trình tồn tại và phát triển của quan hệ lao động thì tranh chấp xảy ra giữa các bên về quyền, lợi là điều khó tránh khỏi, đặc biệt là trong nền kinh tế thị trường thì người sử dụng lao động thường hướng đến lợi nhuận tối đa, cố gắng cắt giảm chi phí từ đó ảnh hưởng không nhỏ đến quyền lợi của người lao động. Từ đó đặt ra yêu cầu giải quyết tranh chấp lao động một cách có hiệu quả để duy trì hài hòa quan hệ lao động, cân bằng lợi ích giữa các bên, bảo đảm ổn định sản xuất kinh doanh, ổn định nền kinh tế.

## Pháp luật điều chỉnh tranh chấp lao động
Pháp luật về lao động quy định cụ thể về khái niệm, điều chỉnh những vấn đề phát sinh tranh chấp lao động, cũng như thẩm quyền, quyền hạn của các bên trong giải quyết tranh chấp lao động.
Vấn đề trách nhiệm của cơ quan, tổ chức trong trong tranh chấp lao động có sự thay đổi trong quy định từ Bộ luật lao động năm 2012 đến Bộ luật lao động năm 2019

## Phân loại
Tranh chấp lao động là những mâu thuẫn về quyền lợi, nghĩa vụ phải thực hiện giữa người lao động với người sử dụng lao động. Tranh chấp lao động có thể xảy ra giữa cá nhân người lao động với người sử dụng lao động về các nội dung trong hợp đồng lao động, nội quy lao động hoặc tranh chấp giữa tập thể người lao động với người sử dụng lao động về các nội dung trong thỏa ước lao động tập thể, nội quy lao động. Các loại tranh chấp lao động thường thấy là:
- Tranh chấp lao động cá nhân là tranh chấp về xử lý kỷ luật lao động theo hình thức sa thải hoặc về trường hợp bị đơn phương chấm dứt hợp đồng lao động, bồi thường thiệt hại giữa người lao động và người sử dụng lao động, trợ cấp khi chấm dứt hợp đồng lao động, giữa người giúp việc gia đình với người sử dụng lao động, về bảo hiểm xã hội theo quy định của pháp luật về lao động...
- Tranh chấp lao động có yếu tố hòa giải
- Tranh chấp lao động tập thể về quyền và lợi ích (không thuộc thẩm quyền giải quyết của Tòa án).

## Vai trò của tòa án
Thực tế là dù mang bản chất dân sự nhưng trong quá trình thực hiện hợp đồng lao động, hàng hóa sức lao động gắn liền với người lao động nên người sử dụng lao động muốn sử dụng hàng hóa đó phải ra lệnh, điều hành người lao động. Từ đó phát sinh nghĩa vụ chấp hành mệnh lệnh, tuân thủ chỉ đạo điều hành từ phía người lao động hay nói cách khác người lao động phải phụ thuộc vào người sử dụng lao động, thêm vào đó trong quan hệ lao động người sử dụng thường ở vị thế chủ động hơn so với người lao động do thế mạnh về kinh tế khiến cho người lao động phải cần đến người sử dụng lao động, sự phụ thuộc càng mạnh mẽ hơn nữa.
Khi có tranh chấp xảy ra, thiệt hại luôn thuộc về phía người lao động, họ có thể bị đơn phương chấm dứt hợp đồng, bị trừ lương, bị xử lý kỉ luật trái quy định pháp luật lao động, ảnh hưởng nghiêm trọng đến quyền lợi vật chất, đời sống cá nhân, gia đình gặp khó khăn. Thông qua việc giải quyết của tòa án đối với các tranh chấp lao động, người sử dụng lao động buộc phải tuân thủ các bản án, quyết định của tòa án mang tính cưỡng chế nhà nước.
Tòa án là cơ quan tư pháp có chức năng bảo vệ pháp luật, trong trường hợp pháp luật lao động bị vi phạm thì tòa án nhân danh nhà nước thực thi chức năng bảo vệ pháp luật của mình.Khi đó họ có nghĩa vụ phải giải quyết quyền lợi cho người lao động, trong trường hợp xấu hơn có thể sẽ bị truy cứu trách nhiệm hình sự nếu không thi hành các bản án, quyết định của tòa án. Đây là một cơ chế bảo vệ quyền lợi cho người lao động hiệu quả hơn nhiều so với giải quyết tranh chấp lao động tại cơ sở.
Thẩm quyền theo cấp Tòa án là bộ phận của thẩm quyền xét xử xác định cấp tòa án được tiến hành thụ lý giải quyết các vụ việc dân sự theo thủ tục sơ thẩm. Thẩm quyền theo cấp tòa án là giới hạn do pháp luật quy định để Toà án các cấp thực hiện chức năng giải quyết các vụ việc dân sự. Thẩm quyền theo cấp Tòa án là cơ sở pháp lý xác định nhiệm vụ quyền hạn của tòa án mỗi cấp đối với từng loại tranh chấp lao động, điều này tránh tình trạng mâu thuẫn trong việc thụ lý và giải quyết. Ngoài ra, việc phân định cấp xét xử tạo ra sự chủ động và nâng cao vai trò của các cấp Tòa án trong việc thực hiện chức năng của mình.